# SCAPE-GOD
『SCAPE-GOD』（スケープゴッド）は、高遠るいによるアクション漫画。メディアワークス刊行『電撃帝王』Vol.5（2005年4月）から連載。vol.11（2006年11月）で完結。

## 作品概要
舞台は「特異（エクストラニアス）」と呼ばれる怪物達が何の前触れもなく人を襲う世界、女の子の姿をした神様と女子高生の特異との戦いを描くバイオレンス・ストーリー。
内容はダーク・ファンタジーにあたり、SFや百合の要素を取り入れている。

## ストーリー
天涯孤独の女子高生牧原緑は特異に襲われそうな所を大剣を持った少女に助けられる。緑はお礼に家へと案内し名も無き少女を「ひつじさん」と呼ぶことにした。一晩共に過ごした緑はひつじさんの過去に触れ、七瀬を失った悲しみを乗り越えひつじさんと共に生きる事を誓い特異撃退代行会社「ひつじや」を設立する。
当初はまったく依頼が来なかったが、2年後には世界最大の売り上げを誇る大企業へと成長していた。そしてひつじさんもまた宇宙の法則を更新することにより総勢1000体の集合体へと変態していた。日々激しくなる特異の襲来の中、非常に強力な特異が4体も現れ窮地に陥るひつじさん。その時アメリカが世界の警察であり続けるために開発した兵器「RX-1」通称ブラックゴートが現れ4体の特異を瞬殺する。
ひつじやの活動を妨害すべく活動を続けるブラックゴート。やがて特異により指揮系統を掌握されたアメリカ軍は全ブラックゴート部隊を対ひつじさんに投入する。ブラックゴート部隊665機とひつじさん軍団993名の一瞬だが壮絶な戦いの末に双方共全滅。守る者がいなくなった世界で特異はその力と数を増していった。
17年後、ひつじさんと牧原緑の子「牧原羊」は最後の特異として覚醒し、そしてさらに1年後、緑は究極の二択を迫られる。

## 登場人物
ひつじさん
主人公。巨大な剣を武器にはるか古代より特異と戦い続けていた神。名は持っていなかったが、頭部にある角の形状より「ひつじさん」と呼ばれることに。宇宙と同時に誕生した究極の存在であり、宇宙消滅を防ぐため、その代償に全ての不運と永遠の苦痛を背負う事に。
牧原緑（まきはら　みどり）
ヒロインの女子高生。男に興味がなく女の子が大好き。母親を特異に殺され、父親も借金を残して蒸発し、今は一人暮らし。ひつじさんとの出会いが彼女の運命を大きく変える。
七瀬（ななせ）
緑の親友の女の子。緑より告白を受けるが、友達でいたいため断る。だが、仲直りする前に特異に殺されてしまう。
ブルック・ニューマン
CIA（アメリカ中央情報局）の諜報部員。ひつじさん達を調査するように命じられた。後に「ひつじや」外事総務部部長として潜入している。
アメリカ大統領（仮称）
素性は不明だが、その言動からジョージ・W・ブッシュだと思われる。
ブラックゴート
合衆国がひつじさんを研究して開発した、対『特異』独立遊撃人工神格。ひつじさんをも凌ぐ実力を持つが、実は特異により確実にひつじさんを抹殺するために作られた存在だった。顔が後述の羊に似ているが、その理由は最終話にて明らかになる。
牧原羊（まきはら　よう）
ひつじさんと緑の「息子」。女性の体つきから両性具有であると思われる。16歳の誕生日、迎えに来た特異三女神により、その身が最後の特異「不法の獣（アンチメサイア）」となった事を告げられ、己の使命を全うする道を選ぶ。
檎桐鸞（ごとう　らん）
『CYNTHIA THE MISSION』からのゲストキャラ。「ひつじや」法務部弁護士。

## 特異（エクストラニアス）
古代から存在した謎の怪物。
人面犬
集団で現れて人を襲う。アヌビスがやられると退散した。
アヌビス
人面犬を従える。ひつじさんに倒される。
牛頭/馬頭
七瀬を殺した後、緑と喧嘩してくじけていたひつじさんを痛めつけた。が、本気を出したひつじさんに瞬殺される。
ガーゴイル
マンハッタンに飛来した群体で行動する特異。アメリカ軍のタングステン弾による対空砲火によりほぼ殲滅される。
斉天大聖
一言で言うと、マンドリルの顔をした孫悟空。空港で飛行機を墜落させたりしたが、ひつじさんに戒めの呪文を唱えられて倒される。
蛇神ヴリトラ
ヨルダン-死海にて、ひつじさん法術戦用端末（ソーサリーモバイル）第6号により撃破される。
巨神テュポーン
中国-三峡にて、ひつじさん白兵戦用端末（コンバット・モバイル）東方第08小隊により撃破される。
蜃気楼
エジプト-カイロにて、首都中の人間に幻覚を見せて体内に取り込んで消化し、4体の特異を育てていた。牧原たちも飲み込んだが、ひつじさん非戦闘用端末（シビリアン・モバイル）第壱号の「第二次宇宙開闢（セカンド・ビッグバン）」により倒される。
ミノタウロス
本編に登場する間もなく倒される。
リヴァイアサン
蜃気楼が育てていた4体の特異の一体。黙示録級の神獣。
蚩尤
蜃気楼が育てていた4体の特異の一体。軍神。
フェンリル
蜃気楼が育てていた4体の特異の一体。黙示録級の神獣。
アズィ・ダハーカ
蜃気楼が育てていた4体の特異の一体。黙示録級の神獣。作者によると、キングギドラがモデル。
蛭子
チベットのミサイル基地に出現。混沌性の原始神格の上に軟体であるため、直接打撃や白黒精霊の合成魔法の効かないタイプらしい。表面の粘膜が絶縁体になっているため、神格魔法の「直列放電（ソドム＆ゴモラ）・神罰」も効かなかった。ひつじさん法術戦用端末第伍号が跳ね返した偽ひつじさん（ブラックゴート）の「極冠冷沙（バスティタス・ボレアリス）」に当たって氷漬けになった。
ヴァルキリー
特異三女神の一人。
バステト
特異三女神の一人。
ニケ
特異三女神の一人。
不法の獣（アンチメサイア）
反救世主。最後の特異と言われる。
白キ神（ベリボーグ）

一反木綿
シンガポールに集団で出現した。

## 劇中登場の技・魔法
白紙皆既（ブランクアウト）
ひつじさんの技の一つ。剣で刺した敵をバラバラにする。本編ではこの技でアヌビスを倒した。
黒体輻射大借款（こくたいふくしゃだいしゃっかん）

第二次宇宙開闢（セカンド・ビッグバン）

神罰
法術戦用ひつじさんの魔法の一つ。電撃を放つ。
三点透視（グライアイ）
法術戦用ひつじさんの魔法の一つ。物体を三次元的に透視する。使い続けると目が疲れる。
鏡映反転（ビフロンス）
法術戦用ひつじさんの魔法の一つ。敵の魔法を反射する。ここで言うビフロンスは、ヤヌスの事らしい。
鉄拳
ただの全力パンチだが、法術戦用ひつじさんでもかなり威力がある。
超音剣（ソニックディバイダー）
ブラックゴートの武装の一つ。両刃剣。蚩尤の首を刎ねた。
鳳翼殺獣光線（ゴッドバードメーサー）
ブラックゴートの武装の一つ。広範囲にレーザーを放つ。リヴァイアサンとフェンリルを同時に倒した。
焦熱皆既（バーストアウト）
ブラックゴートの武装の一つ。右掌の砲口から放つ熱光線。アズィ・ダハーカを消し去った。
極冠冷沙（バスティタス・ボレアリス）
ブラックゴートの武装の一つ。右掌の砲口から放つ絶対零度。ひつじさん曰く、この宙域で絶えて久しい筈の古代呪詛を、たった四節で使用しているらしい。
暗夜迷宮（ノクティス・ラビュリントス）
ニケの魔法。外部との通信を完全に遮断する黒球状の戦闘空間を形成する。

## 書籍情報
- 高遠るい『SCAPE-GOD』メディアワークス〈電撃コミックス〉全1巻
  - 2007年1月27日発売、ISBN 978-4840237437